# Ricardo Ciciliano
Ricardo Manuel Ciciliano Bustillo (Soledad, 23 de septiembre de 1976-Barranquilla, 17 de septiembre de 2020) fue un futbolista colombiano que jugaba de centrocampista.

## Trayectoria

### Inicios
Luego de muchos partidos destacados con la selección Atlántico y la selección Colombia sub-15, Ciciliano llamó la atención de varios equipos de fútbol colombiano que le ofrecían ir a terminarse de formar. Pero él quería jugar ya a manera profesional y, con apenas dieciséis años, el Deportivo Pereira lo ficha y lo pone a debutar.

### Deportes Tolima
En Deportes Tolima se coronó campeón nacional en 2003 venciendo al Deportivo Cali por penales. Entre idas y venidas con altas y bajas con el vinotinto y oro jugó 180 partidos y convirtió 34 goles.

### Deportivo Cali
Su paso por Deportivo Cali también fue exitoso. Aunque a comienzos de campaña tuvo algunas diferencias con la hinchada del club vallecaucano, terminó por ganarse el cariño del público. En el año 2005, bajo la dirección del técnico Pedro Sarmiento, se coronó campeón con el equipo azucarero, siendo titular indiscutible. 

### Millonarios
Desde el segundo semestre del año 2006, jugó con Millonarios. Su comienzo en el club bogotano atravesó por un periodo en que su juego fue calificado de malo y se llegó al punto de que los hinchas de Millonarios llegaron a abuchearlo. Sin embargo, con el tiempo eso cambiaría.
El 19 de noviembre de 2006, durante el trámite del partido entre Millonarios e Independiente Medellín por los cuadrangulares finales, tal como se ha mencionado, el nivel del juego de Ricardo Ciciliano no era el mejor y el arquero titular Juan Carlos Henao tuvo que ser remplazado debido a una lesión. Faltando 5 minutos para finalizar el partido ganaba Millonarios por 1-0, fue entonces cuando el árbitro del partido pitó un tiro penal a favor de Independiente Medellín y expulsó al arquero suplente José Fernando Cuadrado, quien había sustituido a Juan Carlos Henao. Millonarios no tenía más arqueros en el banco de suplentes, Ricardo Ciciliano debió tomar el puesto de arquero y en una espectacular estirada atajó el penal cobrado por el jugador del Independiente Medellín Jaime Castrillón, evitando de esta manera el empate.
Poco a poco, el nivel de juego de Ciciliano comenzó a mejorar y durante la participación de Millonarios en la edición 2007 de la Copa Nissan Sudamericana llegó a ser uno de los baluartes de equipo, siendo el goleador, aunque su desempeño en el torneo local no fue el mejor.
El 24 de octubre de 2007, se jugó el partido de vuelta de los cuartos de final de la Copa Nissan Sudamericana entre Millonarios y el São Paulo FC en la ciudad de Bogotá. Millonarios había ganado el partido de ida 1-0 con un gol de Zapata tras un pase de Ciciliano. En el partido de vuelta, Ciciliano anotó dos goles, ambos al mítico portero Rogério Ceni. Ese mismo año se consagró goleador de la Copa Sudamericana 2007 tras anotar seis goles.

### Once Caldas
En el Torneo Finalización 2008, fue traspasado de Millonarios al Once Caldas debido a los malos resultados deportivos del club en dicho torneo y también las amenazas que, según declaraciones dadas a la prensa, recibió por parte de aficionados del club. En el Once Caldas no logró que el equipo clasificara a los cuadrangulares semifinales.

### Junior

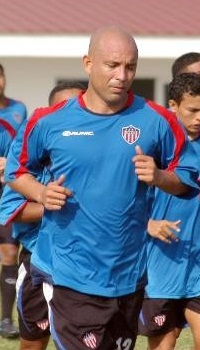
Ciciliano en Junior

Para el Torneo Apertura 2009, fue prestado al Junior, siendo su segunda etapa en el equipo de su ciudad natal. En esa temporada alternó en la titularidad, llegando a la final que perdieron con el Once Caldas. Luego de culminar su préstamo regresó a Bogotá para jugar con Millonarios desde el mes de julio. En diciembre, luego que le anunciaran que no sería tenido en cuenta por el técnico Luis Augusto García, dio por culminado su contrato debido a que le adeudaban varios meses de sueldo.

### Juan Aurich
Para el año 2010, Ciciliano se convertiría en el nuevo refuerzo del club peruano Juan Aurich de cara a la Copa Libertadores 2010. En su paso por el fútbol peruano fue importante para obtener el primer título de primera división en la historia del club.

### Atlético Huila
En agosto de 2012, fue contratado por Atlético Huila; pero, por un desgarro muscular, terminó retirándose definitivamente del fútbol al finalizar la temporada.

## Récords y otros datos[8]

#### Gol más rápido
Ricardo Ciciliano es el autor del gol más rápido anotado por el Deportes Tolima. El hecho ocurrió el 24 de abril de 2004 en el estadio Manuel Murillo Toro a los 20 segundos de haber comenzado el encuentro contra el América de Cali.

#### Ciciliano de arquero
Ricardo durante sus 19 años que estuvo activo en el fútbol profesional siempre jugó de volante 10; pero, debido a expulsiones o lesiones de arqueros de su equipo, se tuvo que poner los guantes e ir bajo los tres palos atajando en 3 oportunidades jugando para el Deportivo Pereira, Deportes Tolima y Millonarios. En este último le atajó un penal a Jaime Castrillón en 2006. Dos años más tarde, seguía en el club embajador; pero en esta ocasión la historia fue al revés y cobrando un penal contra Deportivo Cali, tras la expulsión de Óscar Córdoba en el equipo caleño, quien se puso los guantes fue el defensor central paraguayo Carlos Espínola, quien se lo atajó de la misma forma que él lo hizo dos años antes con Castrillón.

#### Nacionalidad italiana
Cuando Ciciliano integró la selección de Colombia sub-15 en 1992, un empresario le recomendó que hiciera lo mismo que su bisabuelo, abuelo y su padre y tramitara la nacionalidad italiana, para así poder fichar más fácil por un equipo europeo. Ciciliano solicitó dicha nacionalidad meses después de su retiro como jugador.

## Fallecimiento
El 31 de agosto de 2020, fue hospitalizado en Barranquilla debido a una neumonía, por complicaciones de COVID-19. Se reportó durante la primera semana de septiembre que su estado de salud era crítico y fue internado en cuidados intensivos. El 17 de septiembre, murió debido a deficiencia respiratoria a causa de la enfermedad.

## Clubes
| Club                 | País                | Año                 | Partidos | Goles |
| -------------------- | ------------------- | ------------------- | -------- | ----- |
| Deportivo Pereira    | Colombia            | 1993-1995           | 49       | 2     |
| Deportes Tolima      | Colombia            | 1996-1999 2001-2004 | 180      | 34    |
| Atlético Bucaramanga | Colombia            | 1999                | 16       | 1     |
| Deportivo Pasto      | Colombia            | 2000                | 10       | 5     |
| Deportes Quindío     | Colombia            | 2000                | 18       | 9     |
| Deportivo Cali       | Colombia            | 2005-2006           | 54       | 10    |
| Millonarios          | Colombia            | 2006-2008           | 74       | 22    |
| Once Caldas          | Colombia            | 2008                | 18       | 5     |
| Junior               | Colombia            | 2009                | 17       | 5     |
| Millonarios          | Colombia            | 2009                | 14       | 3     |
| Juan Aurich          | Perú                | 2010-2011           | 67       | 19    |
| Uniautónoma          | Colombia            | 2012                | 16       | 5     |
| Atlético Huila       | Colombia            | 2012                | 7        | 1     |
| Total en su carrera  | Total en su carrera | Total en su carrera | 540      | 121   |

## Palmarés

### Campeonatos nacionales
| Título                    | Club            | País     | Año  |
| ------------------------- | --------------- | -------- | ---- |
| Torneo Finalización       | Deportes Tolima | Colombia | 2003 |
| Torneo Finalización       | Deportivo Cali  | Colombia | 2005 |
| Primera división del Perú | Juan Aurich     | Perú     | 2011 |

### Copas internacionales
| Título                         | Club               | País     | Año  |
| ------------------------------ | ------------------ | -------- | ---- |
| Campeonato Sudamericano Sub-17 | Selección Colombia | Colombia | 1993 |

(*) Incluyendo la selección

### Distinciones individuales
| Distinción                                                                                             | Año  |
| --- | ---- |
| Goleador de la Copa Sudamericana 2007 (6 goles)                                                        | 2007 |
| Incluido en el equipo ideal del Campeonato Descentralizado, según el portal periodístico DeChalaca.com | 2011 |